# 豪斯医生角色列表
此頁介紹福斯電視公司出品美國電視劇怪醫豪斯的角色列表。

## 主要角色
- 此劇以普林斯頓普來恩斯伯萊醫院為中心

| 演員                                 | 角色                                                            | 身份 | 粵語配音 (TVB)                                              | 季度 | 季度 | 季度 | 季度 | 季度 | 季度 | 季度 | 季度 | 演出 集數 |
| 演員                                 | 角色                                                            | 身份 | 粵語配音 (TVB)                                              | 1    | 2    | 3    | 4    | 5    | 6    | 7    | 8    | 演出 集數 |
| ------------------------------------ | --------------------------------------------------------------- | --- | ----------------------------------------------------------- | ---- | ---- | ---- | ---- | ---- | ---- | ---- | ---- | --------- |
| 曉·萊利 Hugh Laurie                  | 葛瑞格里•豪斯 Gregory House                                     | 傳染病及腎臟學診斷專家 醫學診斷部主任(1.01-8.22) 醫學診斷部臨時顧問(6.04-6.07)                                               | 陳欣                                                        | 主演 | 主演 | 主演 | 主演 | 主演 | 主演 | 主演 | 主演 | 177       |
| 麗薩·埃德爾斯坦 Lisa Edelstein       | 莉莎•柯帝 Lisa Cuddy                                            | 內分泌學專家 醫學院院長 醫學院管理主席                                                                                       | 黃玉娟 陸惠玲(代配)                                         | 主演 | 主演 | 主演 | 主演 | 主演 | 主演 | 主演 |      | 152       |
| 羅伯·蕭恩·萊納德 Robert Sean Leonard | 詹姆士•威爾森 James Wilson                                      | 腫瘤學專家 腫瘤科部主任 | 雷霆(S.1-3) 潘文柏(S.4-8) 李錦綸(代配) 招世亮(代配)         | 主演 | 主演 | 主演 | 主演 | 主演 | 主演 | 主演 | 主演 | 171       |
| 奧馬爾·愛普斯 Omar Epps              | 艾瑞克•佛曼 Eric Foreman                                        | 腦神經內科學專家 醫學診斷部高級醫生(1.01-7.23) 醫學診斷部暫代主任(6.03-6.07) 醫學院院長(8.01-8.22) 醫學院管理主席(8.01-8.22) | 翟耀輝(S.1-2,4-5) 葉振聲(S.3,6-8) 招世亮(代配)              | 主演 | 主演 | 主演 | 主演 | 主演 | 主演 | 主演 | 主演 | 170       |
| 傑西·史賓賽 Jesse Spencer            | 羅伯特•柴斯 Robert Chase                                        | 重症監護醫學專家 醫學診斷部高級醫生(1.01-3.24,6.03-8.20) 外科部主任(4.01-5.24) 醫學診斷部主任(8.22)                          | 黃啟昌 梁偉德(代配)                                         | 主演 | 主演 | 主演 | 主演 | 主演 | 主演 | 主演 | 主演 | 165       |
| 珍妮花·摩利遜 Jennifer Morrison      | 艾莉森•卡麥隆 Allison Cameron                                   | 免疫學專家 醫學診斷部高級醫生(1.01-3.24,6.03-6.08) 急症部主任(4.01-5.24) 醫學院臨時院長(5.13)                                | 梁少霞(S.1-2.11) 張頌欣(S.2.12-8) 程文意(代配) 羅杏芝(代配) | 主演 | 主演 | 主演 | 主演 | 主演 | 主演 |      | 客串 | 108       |
| 彼得·雅各布森 Peter Jacobson         | 查爾斯•陶柏 Chris Taub                                          | 整形外科專家 醫學診斷部醫生                                                                                                  | 招世亮(S.4-5,8) 陳廷軒(S.6-7) 張錦江(代配)                  |      |      |      | 主演 | 主演 | 主演 | 主演 | 主演 | 95        |
| 凱爾朋·蘇雷什·默迪 Kal Penn          | 勞倫斯•庫特納/勞倫斯•喬德里 Lawrence Kutner/ Lawrence Choudhary | 運動醫學專家 醫學診斷部醫生                                                                                                  | 何承駿(S.4-5) 陳卓智(S.8)                                   |      |      |      | 主演 | 主演 |      |      | 客串 | 36        |
| 奧利維亞·魏爾德 Olivia Wilde         | 蕾蜜·海德利 Remy Hadley（綽號：Thirteen）                       | 內科專家 醫學診斷部醫生(4.01~7.23,8.03)                                                                                      | 鄭麗麗                                                      |      |      |      | 主演 | 主演 | 主演 | 主演 | 主演 | 67        |
| 愛波·塔布琳 Amber Tamblyn            | 瑪莎•曼斯特 Martha Masters                                      | 醫學診斷部醫科生(7.06~7.19) 外科部實習醫生(7.19)                                                                             | 柚子蜜                                                      |      |      |      |      |      |      | 主演 | 客串 | 15        |
| 奧黛特·安納布爾 Odette Annable       | 潔西卡•亞當斯 Jessica Adams                                     | 監獄診所醫生(8.01) 醫學診斷部醫生(8.03~8.22)                                                                                 | 劉惠雲                                                      |      |      |      |      |      |      |      | 主演 | 21        |
| 查琳·易 Charlyne Yi                  | 朴智 Chi Park                                                   | 腦神經內科學專家 腦神經內科部醫生(8.02前) 醫學診斷部醫生(8.02~8.22)                                                          | 何璐怡 何寶珊(代配)                                         |      |      |      |      |      |      |      | 主演 | 21        |

| 愛德華·沃格勒 （Edward Vogler）          | 齊·麥克布賴德 （Chi McBride）             | 億萬富翁 醫學院董事長(S.1)                     | 梁志達                                | 主要角色 |          |          |          |          |          |          |          |  |  |  |  |
| 史黛西·華納 （Stacy Warner）             | 塞拉·沃德 （Sela Ward）                   | 律師 醫學院法律顧問 (S.1~2)                    | 黃麗芳(S.1) 黃鳳英(S.2) 沈小蘭(S.8)   | 主要角色 | 主要角色 |          |          |          |          |          | 客串角色 |  |  |  |  |
| 邁可·崔特 （Michael Tritter）            | 大衞·摩斯 （David Morse）                 | 警察探員                                       | 陳曙光                                |          |          | 主要角色 |          |          |          |          |          |  |  |  |  |
| 安珀·弗拉卡斯 （Dr. Amber Volakis）      | 安妮·杜德克 （Anne Dudek）                | 放射學專家 醫學診斷部候選醫生(S.4)             | 林芷筠(S.4~5) 曾佩儀(S.8)             |          |          |          | 主要角色 | 主要角色 |          |          | 客串角色 |  |  |  |  |
| 瑞秋·陶柏 （Rachael Taub）               | （Jennifer Crystal Foley）                |                                                | 曾秀清(S.4~6) 蔡惠萍(S.7) 鄭麗麗(S.8) |          |          |          | 次要角色 | 次要角色 | 次要角色 | 次要角色 | 次要角色 |  |  |  |  |
| 道格拉斯·盧卡斯 （Lucas Douglas）        | 邁克爾·温斯頓 （Michael Weston）          | 私家偵探                                       | 關令翹                                |          |          |          |          | 主要角色 | 主要角色 |          |          |  |  |  |  |
| 達里爾·諾蘭 （Dr. Darryl Nolan）         | 安德魯·布瑞格 （Andre Braugher）          | 精神科專家 美菲精神病院院長 美菲精神病院治療師 | 朱子聰(S.6) 林保全(S.8)               |          |          |          |          |          | 次要角色 |          | 客串角色 |  |  |  |  |
| 胡安·阿爾瓦雷斯 （Juan "Alvie" Alvarez） | 林·曼努·埃爾米蘭達 （Lin-Manuel Miranda） |                                                | 陳廷軒                                |          |          |          |          |          | 次要角色 |          |          |  |  |  |  |
| 山姆·卡爾 （Sam Carr）                   | （Cynthia Watros）                        |                                                | 梁少霞                                |          |          |          |          |          | 主要角色 | 主要角色 |          |  |  |  |  |
| 柏冬雯 （Dominika Petrova）              | （Karolina Wydra）                        |                                                | 張頌欣                                |          |          |          |          |          |          | 主要角色 | 主要角色 |  |  |  |  |
| 璐碧 （Ruby）                            | （Zena Grey）                             | 護士                                           | 羅杏芝                                |          |          |          |          |          |          | 次要角色 | 次要角色 |  |  |  |  |

### 資深醫生
- 格瑞格里·豪斯醫生（曉·萊利飾） - 診斷醫學部主任。作為該劇的非正統派主角，豪斯是一個喜歡用非正常手段獲取自己所想要東西的醫生，卻又在傳染學和腎臟學的研究中深有造詣。豪斯十分沒有禮貌，而且盡可能地不和自己的病人有直接接觸。由於他的右腿因梗塞有一大片肌肉壞死並做了切除手術，他不得不得藉助拐杖行走。由於長期的疼痛，他依賴于止痛藥維可定。雖然他的行為已被看作是反社會和厭惡人類，但他是個不可否認的天才醫生。他非常規的想法和驚人的直覺，讓他在同事之間甚至是整個醫學界都獲得了尊重和不同尋常的寬容。

- 莉莎·柯帝醫生（莉薩·埃德爾斯坦飾） - 醫院院長，內分泌學家。柯帝在密西根大學修碩士學位期間認識了格瑞利·豪斯。她是劇中少有的能和豪斯鬥智鬥勇的角色之一，並被認為是他的朋友，也是少有能容忍豪斯的粗魯、奇怪的要求以及他的許多討人厭習慣的人。格瑞利·豪斯把她稱作二流醫生，雖然她總是在批評格瑞利·豪斯，但她對格瑞利·豪斯的診斷非常認可。第五季表明她對格瑞利·豪斯有非常深的感情，但她拒絕告訴別人自己是否愛上了豪斯。第七季莉莎·柯帝和格瑞利·豪斯開始約會。在格瑞利·豪斯開車把莉莎·柯帝家撞得一片狼藉後選擇辭職，院長的位置被艾瑞克·佛曼代替。

- 詹姆斯·威爾森醫生（羅伯·蕭恩·萊納德飾） - 腫瘤科主任。詹姆斯·威爾森是格瑞利·豪斯最好的朋友，他非常地受人尊敬，而且他的同事和病人都很喜歡他。威爾森曾聲明對自己最重要的兩件事，就是他的工作和他與豪斯之間「愚蠢而麻煩的友情」。他和莉莎·柯帝總是在互相幫助，來克制格瑞利·豪斯的藥物成癮習慣，以及阻止豪斯各種天馬行空的想法。

- 艾瑞克·佛曼醫生（奧馬爾·愛普斯飾）- 診斷醫學部副主任，神經病學家，曾在霍普金斯大學醫學院學習。在格瑞利·豪斯所有的僱員中，佛曼是受過教育最高等的醫生。然而在第一季第一集，格瑞利·豪斯就指出他聘請佛曼，是因為佛曼是一個偷車的少年犯，擁有「街頭智慧」。因為如此，佛曼經常找豪斯的麻煩。在第三季末，佛曼辭職，因為他感覺自己和格瑞利·豪斯待越久，就會奇怪地越喜歡他。那段時間期間，佛曼在紐約仁愛醫院工作。他用格瑞利·豪斯的不理會醫院規則的辦法拯救了一個病人，但被告知如果不能遵守規則，就不能在醫院工作，結果被辭退。雖然他也在其它醫院遞交過申請書，卻都因為他曾在格瑞利·豪斯手下工作而回絕。後來他還是回到了普林斯頓教學醫院，因為柯帝醫生是唯一一個能接受他的醫生。第六季初因豪斯離開，他成為診斷醫學部主任。第八季他取代了莉莎·柯帝的位置，成為普林斯頓教學醫院院長。

- 艾莉森·卡麥容醫生（珍妮佛·莫里遜飾）- 急診部主任，免疫學學家。艾莉森·卡麥容是一個認真、真誠而且感性的女醫生。她早年曾嫁給一個患甲狀腺癌的病人，他的死使卡麥容受到很大的衝擊。在第一季，她和格瑞利·豪斯有朦朧的感情，但最終還是草草結束。卡麥容在第三季末辭職，但又在第四季最為普林斯頓教學醫院的急診部醫生回歸。她後來嫁給了羅伯·蔡斯醫生，但在蔡斯殺害了一名作為病人的第三世界國家的獨裁者後，卡麥容與蔡斯離婚。她告訴蔡斯，他就像格瑞利·豪斯一樣，他對生命無法保持神聖感。

- 羅伯·蔡斯醫生（傑西·史賓塞飾）- 外科醫生，重症監護專家。蔡斯被描述為豪斯的放大版，因為他在病人背後說他們壞話，能在格瑞利·豪斯諷刺他的手下們時感到有趣，總是重複著豪斯的名言「人皆說謊」，而且很懂得豪斯的幽默感。此外，蔡斯是在病情討論環節中最出色的醫生，他總能想到別人想不到的地方，而且他的理論總能被優先考慮執行。第三季末蔡斯被豪斯辭退，但他在第四季作為外科手術人員回歸。在故意殺害一名作為病人的國家專制獨裁者後，他與艾莉森·卡麥容的婚姻告吹，他也活在了深深的愧疚中。但當知道這名獨裁者，迪拜拉回到非洲後將策劃一場大屠殺時，他才終於說服了自己，知道自己做了正確的事。

### 診斷小組

#### 第一季-第三季
最初的診斷小組由艾莉森·卡麥容醫生，羅伯·蔡斯醫生和艾瑞克·佛曼醫生組成。卡麥容和蔡斯在第三季後不作為常規角色但時常會出現在劇中，指點新人或是提出自己的意見。
- 格瑞利·豪斯醫生（休·羅利飾）
- 艾莉森·卡麥容醫生（珍妮佛·莫里遜飾）
- 羅伯·蔡斯醫生（傑西·史賓塞飾）
- 艾瑞克·佛曼醫生（奧瑪·伊普斯飾）

#### 第四季-第五季
第三季末第一批診斷小組解散，格瑞利·豪斯展開了一場競爭職位的競賽來選拔出一個新的診斷小組，有四十人參賽。這個競賽的故事線貫穿從第四季第二集至第九集。他的新診斷小組由佛曼和另外三個成功的「競爭者」組成，包括：基斯·陶柏醫生，勞倫斯·卡特納醫生以及外號「Thirteen」的蕾蜜·海德利醫生。
- 格瑞利·豪斯醫生（休·羅利飾）
- 艾瑞克·佛曼醫生（奧瑪·伊普斯飾）
- 勞倫斯·卡特納醫生（凱爾·潘飾）- 運動醫學專家。

卡特納非常熱心，也非常熱衷於與格瑞利·豪斯玩小把戲。在第五季中，卡特納被認為自殺，但在劇中沒有被證實。卡特納的演員凱爾因加入奧巴馬政府工作的原因，而退出了豪斯醫生劇組。
- 基斯·陶柏醫生（彼得·雅各森飾）- 整形外科醫生。

和豪斯一樣無視柯蒂的醫院守則，被柯蒂諷刺正是因為他好鬥的天性才被格瑞利·豪斯作為診斷小組的醫院留下。他已結婚並有外遇，而且聲明如果有機會他還會這樣做。在他離婚後，他得到了兩個孩子——一個是他前妻，另一個是醫院裏的一個護士的。
- 蕾蜜·海德利醫生（被稱作Thirteen）（奧利維亞·魏爾德飾）- 內科醫生。她的綽號Thirteen是因為在第四季初的競爭賽中，她的號碼牌是13號，競賽期間不公開她自己姓名，顯得非常神秘。

#### 第六季
- 格瑞利·豪斯醫生（休·羅利飾）
- 艾瑞克·佛曼醫生（奧瑪·伊普斯飾）
- 艾莉森·卡麥容醫生（珍妮佛·莫里遜飾）
- 羅伯·蔡斯醫生（傑西·史賓塞飾）
- 蕾蜜·海德利醫生（被稱作Thirteen）（奧利維亞·魏爾德飾）
- 基斯·陶柏醫生（彼得·雅各森飾）

#### 第七季
- 艾瑞克·佛曼醫生（奧瑪·伊普斯飾）
- 羅伯·蔡斯醫生（傑西·史賓塞飾）
- 基斯·陶柏醫生（彼得·雅各森飾）
- 蕾蜜·海德利醫生（被稱作Thirteen）（奧利維亞·魏爾德飾）- 第一集，第十八集-第二十三集
- 瑪莎·麥斯特（安柏·譚柏林飾）- 第六集-第十九集

#### 第八季
- 朴琪（查琳·易飾）- 第二集-第二十二集
- 傑西卡·亞當斯（奥黛特·安纳布尔飾）- 第三集-第二十二集
- 羅伯·蔡斯醫生（傑西·史賓塞飾）- 第五集-第二十二集
- 基斯·陶柏醫生（彼得·雅各森飾）- 第五集-第二十二集